# Сателіт (політика)
Сателіт (від лат. satelles, родовий відмінок satellitis — охоронець, супутник) — держава, формально незалежна, але яка перебуває під політичним та економічним впливом іншої держави і користується її протекціонізмом на міжнародній арені. У радянській історіографії термін застосовувався до держав, які воювали у Другій світовій війні на боці Німеччини і загалом Антикомінтернівського пакту (Угорщина, Румунія, Болгарія, Таїланд[джерело?]).
У західній геополітичній школі термін «держава-сателіт» застосовується, як правило, до всіх без винятку держав Варшавського договору, Куби[джерело?], Північної Кореї та інших країн[яких?], які були тією чи іншою мірою підконтрольними Радянському Союзу.
Монгольська Народна Республіка була проголошена 26 листопада 1924. Будучи номінально незалежною та суверенною країною, вона описувалася як держава-сателіт Радянського Союзу з 1924 по 1990.
Тувинська Народна Республіка, була проголошена незалежною в 1921 і була державою-сателітом Радянського Союзу до її анексії в 1944 Радянським Союзом.
Ще однією ранньою радянською державою-сателітом в Азії була недовговічна Далекосхідна республіка в Сибіру.
Демократична Республіка Афганістан була сателітним режимом Радянського Союзу з 1978 по 1991. Між 1979 і 1989 Афганістан також перебував під радянською військовою окупацією
Цей термін також використовувався в минулому для опису відносин між Ліваном та Сирією, оскільки Сирію звинувачували у втручанні в ліванські політичні справи. Крім того, Есватіні і Лесото описувались деким як держави-сателіти ПАР.
У Європі Білорусь також називають державою-сателітом Російської Федерації.